# أولاد الكرن (أولاد زراد)
أولاد الكرن هو دُوَّار يقع بجماعة أولاد زراد، إقليم قلعة السراغنة، جهة مراكش آسفي في المملكة المغربية. ينتمي الدوّار لمشيخة أولاد زراد التي تضم 13 دوار. يقدر عدد سكانه بـ 2182 نسمة حسب الإحصاء الرسمي للسكان والسكنى لسنة 2004.

## روابط خارجية
- البوابة الوطنية للجماعات الترابية
- المندوبية السامية للتخطيط